# Ship money
La ship money fu una tassa imposta dai re d'Inghilterra per la riscossione di denaro da destinare alla flotta da guerra.
Sotto i regni di Edoardo I ed Edoardo III l'imposta era stata applicata solo in casi di guerra. Nel 1636 il re Carlo I invece la impose pur non essendo l'Inghilterra in guerra, ed inoltre la estese anche alle città dell'entroterra. Il tributo, impopolare, servì a riorganizzare la potenza navale inglese ed aumentò le risorse finanziarie dello stato. A causa della sua impopolarità, è considerata tra le cause della rivoluzione inglese.
Successivamente fu abolita insieme alla censura dei testi religiosi.